# 第1次オーステンデ襲撃

オーステンデ港の地図

第1次オーステンデ襲撃（ZO作戦の一部）は、第一次世界大戦中の1918年春にイギリス海軍により実施された、ドイツ軍占領下のオーステンデ港に対する2度の攻撃の最初のものである。オーステンデは4月23日に近くのゼーブルッヘ港と同時に攻撃された。目的は、10km内陸に位置しイギリス沿岸や航路に対する攻撃を実施するに当たって理想的な場所である、きわめて戦略上重要なブルッヘ港を封鎖することであった。ブルッヘやその衛星港は、大西洋の戦いにおけるドイツ軍の計画において重要な位置を占めていた。なぜなら、ブルッヘはイギリス海峡を横断する兵員輸送船の航路に近く、またUボートがウエスタンアプローチへ出撃する際ドイツ本国からよりも所要時間が早く済むからであった。
攻撃計画は、旧式巡洋艦をオーステンデの運河入り口には2隻、ゼーブルッヘでは3隻沈め、ブルッヘからの敵艦の出撃を阻止するというものであった。オーステンデ運河はブルッヘへ通じるもう一つの運河より小規模で狭く、そのためゼーブルッヘよりは重要な目標ではないとされていた。ゼーブルッヘ襲撃では一定の成果があったが、オーステンデ襲撃は完全な失敗に終わった。港を守備するドイツの海兵隊は綿密な準備をしており、イギリスの襲撃部隊を迷わせ最終段階で作戦を失敗に追い込んだ。
攻撃の失敗から3週間後、2度目の攻撃が実行され運河入り口に閉塞船を沈めることに成功した。だが、結局はブルッヘ港を完全に封鎖は出来なかった。更なる攻撃計画は1918年夏の間に消え去り、ブルッヘからの脅威はそこが連合国軍により解放される戦争末期までなくなることはなかった。

## ブルッヘ
ブルッヘは海への競争の間にドイツ軍により占領され、すぐにドイツ海軍にとって戦略的に重要な地であると判明した。ブルッヘは10km内陸の運河網の中心に位置しており、運河は沿岸の小さな町ゼーブルッヘとオーステンデで海へつながっていた。このような位置関係により、非常に大口径の砲を用いなければ陸からも海からもブルッヘを砲撃することは出来ず、またイギリス軍が襲撃部隊を送ることも難しかった。このような利点を生かし、ドイツ海軍は、駆逐艦や水雷艇、Uボート部隊のための大規模な訓練および修理設備をブルッヘに建設した。
1916年には、ブルッヘがイギリス沿岸やイギリス海峡を横断する兵員輸送船の航路に近いこと、またUボートにとっては当時最も海上交通量が多かったウエスタンアプローチまで近いということから、イギリス海軍本部はブルッヘのドイツ海軍部隊に対して重大な懸念を抱いていた。1915年の春遅く、レジナルド・ベーコン (Reginald Bacon) 提督はモニターでオーステンデの閘門の破壊を試みたが不成功に終わった。1917年に頂点に達した大西洋の戦いにおいて、ブルッヘの重要性はますます増大した。1918年初めまでには、海軍本部は無制限潜水艦作戦により引き起こされる問題の根本的な解決策を模索しており、その中にAllied Naval and Marine Forces部門に対しベルギーのUボート基地に対する攻撃を計画せよという指示があった。
Allied Naval and Marine Forcesは、ドイツ占領下にある地域の沿岸部に対する襲撃や作戦を実行するために新たに作られた部門であった。この組織はイギリス海軍とフランス海軍の広範な戦力を指揮でき、ロジャー・キーズ (Roger Keyes) 提督とその副官であるヒューバート・ラインス (Hubert Lynes) 准将の指揮下にあった。キーズとラインスおよび幕僚達は1917年遅くにブルッヘを無力化する手法について検討を開始し、1918年4月までには作戦として実行可能にした。

## 計画

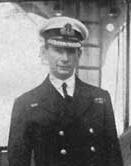
ロジャー・キーズ提督

ブルッヘ封鎖のため、キーズとラインスはブルッヘから海への出口に当たる港に対して二つの攻撃を実施することを決めた。ゼーブルッヘは、3隻の閉塞船や多数の支援艦艇からなる大規模な部隊により攻撃されることになった。オーステンデも同様であるが、兵力はより少なく、ラインスがその指揮を直接とった。計画では、オーステンデで海に出る運河封鎖のために2隻の旧式巡洋艦シリアスとブリリアントを沈めることになっていた。2隻は主要な装備が取り外され、戦隊下部には石やコンクリートが詰められることになった。正しい場所に正しい角度で沈めることが出来れば、閉塞船は運河を封鎖する理想的な障害物になるはずであった。
攻撃に適した天候の時に闇にまぎれて攻撃部隊はイギリス海峡を横断し、夜半すぐにゼーブルッヘ攻撃と同時に攻撃をかける計画であった。二つの攻撃を連携させることでドイツ軍の守備隊を分散させると共に少しは奇襲になることも期待された。沿岸戦隊に対する支援は、沖合戦隊のモニターや駆逐艦および、連合国軍支配下のフランドルに展開する海兵隊からの砲撃であった。近接援護はモーターランチや水雷艇、沿岸モーターボートによってなされ、それらは閉塞船の進入時や自沈後の乗員脱出の間煙幕で閉塞船を隠す予定であった。

### イギリス軍の戦闘序列
沖合戦隊 (Offshore Squadron)
- ロード・クライヴ級モニター（12インチ砲搭載） 
  - マーシャル・スールト、ロード・クライヴ、プリンス・ユージーン、ジェネラル・クローフォード
- M15級モニター（7.5インチ砲搭載） 
  - M24、M26、M21
- 駆逐艦
  - メントール、ライトフット、ズビアン
  - フランス海軍：Lestin、Roux、「ブークリエ」
- その他
  - 水雷艇4隻、フランスのモーターランチ4隻

沿岸戦隊 (Inshore Squadron)
- 閉塞船: 
  - シリアス、ブリリアント
- 駆逐艦
  - スウィフト、フォルクナー（嚮導駆逐艦）、マッチレス[9]、マスティフ、アフリディ、テンペスト、ティトラーク
- その他
  - モーターランチ18隻、沿岸モーターボート8隻

砲撃支援は、連合国軍が保持していたフランドルに展開した海兵隊の重砲部隊によってなされた。作戦参加部隊は、イギリス海峡では軽巡洋艦7隻、駆逐艦16隻によって護衛されたがそれらの艦艇は戦闘には参加していない。

## 攻撃

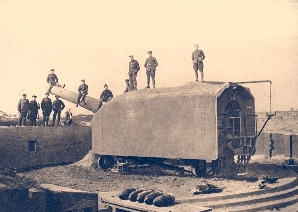
オースンデ付近のドイツ軍砲台（Fort Napoleon）の28cm砲

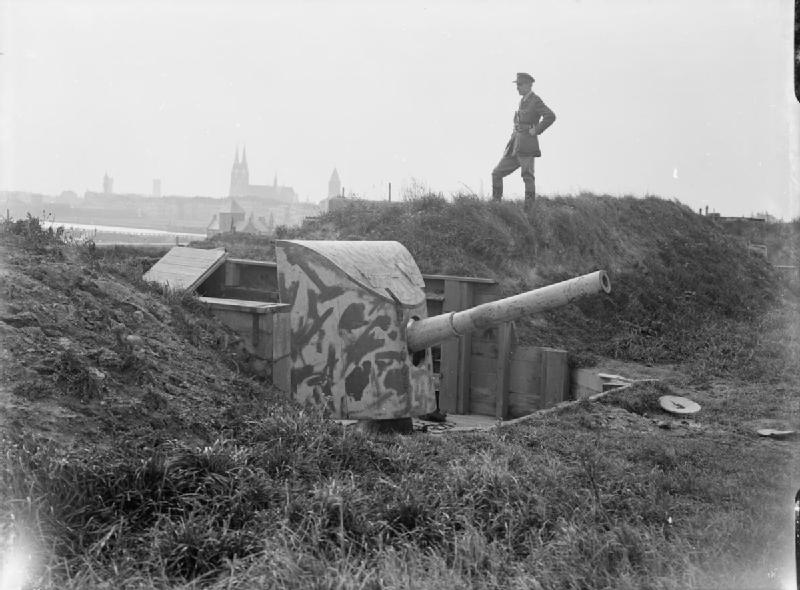
オースンデ付近のドイツ軍砲台の8.8cmカノン砲

ゼーブルッヘとオーステンデに対する襲撃は悪天候のため2度延期され、最終的に4月23日に実行された。オーステンデ攻撃部隊は夜半前に港の沖に集結し、最後の準備を行った。モニターは沖合いで位置につき、小艦艇は煙幕の展開を開始した。閉塞船の接近を援護するため、11インチ砲を備えた強力なティルピッツ砲台も有する沿岸のドイツ軍に対してモニターが砲撃を始めた。遠距離での砲戦が行われる中、巡洋艦は港の入り口の方へ向かい、ベルギー沿岸にひろがる航行が困難な砂洲の中を通る水路を示すブイを探した。 
攻撃がうまくいかなくなったのはこの段階であった。強風が煙幕を巡洋艦のほうに押し流し、視界をさえげられた指揮官は推測航法を試みた。また、この風で沿岸戦隊がドイツ軍に対して露になると、ドイツ軍はすぐに閉塞船にたいした激しい砲撃を加えた。乗員に多数の死傷者を出し、視界が悪いにもかかわらず指揮官達は速度を上げて手探りで沿岸の狭い水路を進み、運河への入り口を示すブイを探した。
ブリリアントで襲撃の指揮をとるアルフレッド・ゴッドサル (Alfred Godsal) 中佐は、最初にドイツ軍の最も効果的な反撃手段に遭遇した。ブリリアントが暗闇の中でさまよっていた時、見張りが前方にブイを発見し、ゴッドサルはそこへ直接向かったが、激しい砲撃を受けた。高速でブイを通りすぎたあと、ブリリアントは突然停止して激しく揺れ、港の外の泥の中にとらわれてしまった。警告が伝えられる前に後に続いていたシリアスもブイを通過し、艦長ヘンリー・ハーディ (Henry Hardy) 少佐はブリリアントの状態を見て驚いた。回避する時間はなく、シリアスもブリリアントの左側に進んでしまった。こうして、閉塞艦は泥の中に閉じ込められてしまった。 
砲撃で閉塞艦は穴だらけとなり、乗組員は脱出するよう命じられ士官は自沈用の爆薬をセットしたが、それにより閉塞艦は目的の場所でない所に沈むことになった。巡洋艦の乗組員は沿岸モーターボートに乗り移り沖合戦隊の元へ運ばれた一方、駆逐艦は撤退支援のためにオーステンデに接近しモニターは砲撃を続行した。ゴッドサルは最後に艦を離れ、ローリー・バーク (Rowley Bourke) 大尉の指揮するモーターランチML276に拾われた。運河閉塞は失敗し、その評価のため部隊はドーバーとダンケルクに帰投した。
部隊が再集結し指揮官達が話し合うと、失敗した作戦の全容が明らかとなった。オーステンデのドイツ軍指揮官はゼーブルッヘよりよく準備しており、ブイ無しでは港について熟知していなければ夜間のオーステンデ攻撃など成功するはずもないが、イギリス側にそのような人物はいないということを理解していた。しかも、単にブイを取り除くのではなく、攻撃部隊にとって致命的となるようにドイツ軍の指揮官は運河入り口の東2,200mの砂洲中心部へブイを移動するよう命じていた。

## 結果
ゼーブルッヘ襲撃はオーステンデよりは成功し、主要な水路の封鎖はブルッヘのドイツ軍に一定の驚きをもたらした。大型艦は出港できなくなったが、多くの潜水艦を含め小型艦艇はオーステンデから出撃できた。さらに数時間でゼーブルッヘでも狭い水路が作られたが、イギリス軍は数週間はそれを知らなかった。オーステンデでの敗北はゼーブルッヘ襲撃に対して熱狂的な反応をしたイギリスのメディアや大衆を完全に落胆させることはなかったが、海軍本部特にAllied Naval and Marine Forcesにおいてはブルッヘを完全に無力化できなかったことは心残りであった。
2度目の作戦が5月10日に巡洋艦ヴィンディクティヴを用いて実施するよう計画され、それなりの成功を収めたが、完全にブルッヘを封鎖することは出来なかった。ゼーブルッヘにUボートの通過が可能な新たな水路が作られたことがすぐに判明したことで、2箇所に対するさらに大規模な作戦必要となり、多大なリソースを要するため3度目の作戦が実施されることはなかった。ブルッヘ封鎖を目指した3つの作戦でイギリス軍は600名以上の死傷者を出し数隻の艦船を失ったが、1918年10月までブルッヘはドイツ海軍の基地として機能した。